# Каратабанское сельское поселение
Каратаба́нское се́льское поселе́ние — муниципальное образование в Еткульском районе Челябинской области Российской Федерации. В рамках административно-территориального устройства муниципальное образование  соответствует административно-территориальной единице Каратабанский сельсовет.
Административный центр — село Каратабан.

## История
Статус и границы сельского поселения установлены Законом Челябинской области от 16 ноября 2004 года № 310-ЗО «О статусе и границах Еткульского муниципального района и сельских поселений в его составе».

## Население
| 2002  | 2010  | 2011  | 2012  | 2013  | 2014  | 2015  |
| ----- | ----- | ----- | ----- | ----- | ----- | ----- |
| 2366  | ↗2495 | ↗2496 | ↗2504 | ↗2532 | ↗2563 | ↘2537 |
| 2016  | 2017  | 2018  | 2019  | 2020  | 2021  |       |
| ↗2548 | ↗2562 | ↘2507 | ↘2472 | ↘2468 | ↘2451 |       |

## Состав сельского поселения
| № | Населённый пункт | Тип населённого пункта       | Население |
| - | ---------------- | ---------------------------- | --------- |
| 1 | Грознецкий       | посёлок                      | ↘148      |
| 2 | Каратабан        | село, административный центр | ↗1376     |
| 3 | Кузнецово        | деревня                      | ↗93       |
| 4 | Николаевка       | деревня                      | ↗300      |
| 5 | Новобаландино    | деревня                      | ↘179      |
| 6 | Сухоруково       | деревня                      | ↗399      |